# Д’Убальдо, Мари Клер
Мари Клер Д’Убальдо (исп. Marie Claire D'Ubaldo) — аргентинская певица и автор песен.

## Биография
В 1990 году в Японии вышел первый сольный альбом певицы «Marie Claire». Следующий испаноязычный альбом «Alma de Barro» вышел в 1994 году, в том же году его англоязычная версия «Marie-Claire D’Ubaldo». Некоторые песни были написаны в соавторстве с музыкантами: Риком Ноулзом, Билли Стейнбергом и Тони Муром. Песня The Rhythm Is Magic (исп. La Magia Del Ritmo) из альбома занимала несколько месяцев первое место в итальянском хит-параде, стала саундтреком фильма Il ciclone режиссёра Леонардо Пьераччони. Другая песня Falling into You (исп. Y Caigo un Poco Más) известна благодаря ремейку 1996 года в исполнении Селин Дион, который вошёл в одноимённый альбом Falling into You, один из самых продаваемых в истории музыкальной индустрии. Среди исполнителей песен Д’Убальдо также Энрике Иглесиас («I Have Always Loved You»), The Corrs («Intimacy») и Белинда Карлайл («A Prayer for Everyone»).
В начале 2000-х гг. Д’Убальдо выступала в лондонских клубах The Kashmir Klub и «The Bedford». В 2002 году в качестве вокалистки приняла участие в записи альбома («Sleep», «Manic Star») канадского проекта Conjure One. В декабре 2009 года вышел альбом «Songwriting & Duets».

## Дискография
- Marie Claire (Teichiku Japan, 1990)
- Alma De Barro (Polygram, 1994)
- Marie Claire D’Ubaldo (Polydor, 1994)
- Songwriting & Duets (Edel, 2009)